# St. Laurentius und Elisabeth (Aulzhausen)

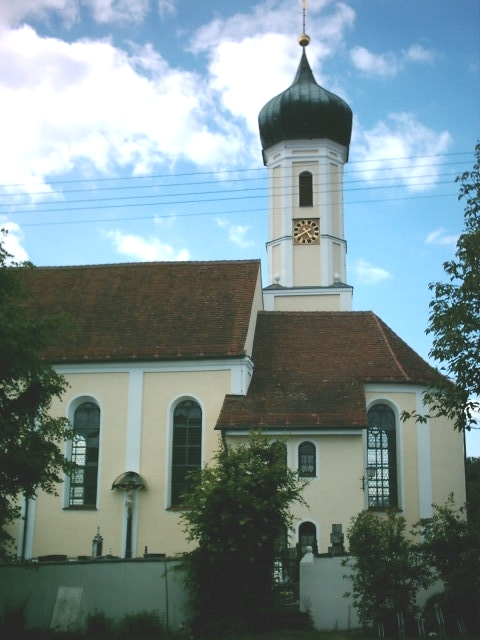
Chor und Turm der Kirche

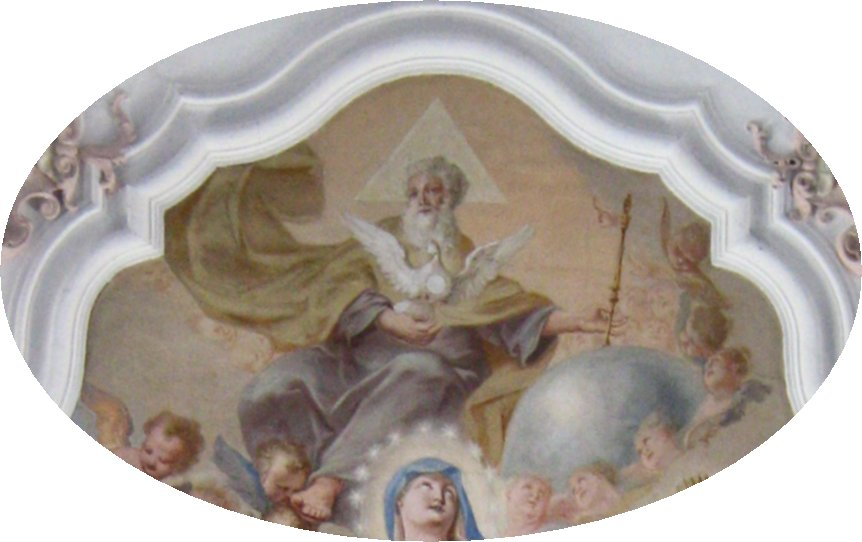
Chorfresko-Detail: Dreifaltigkeit

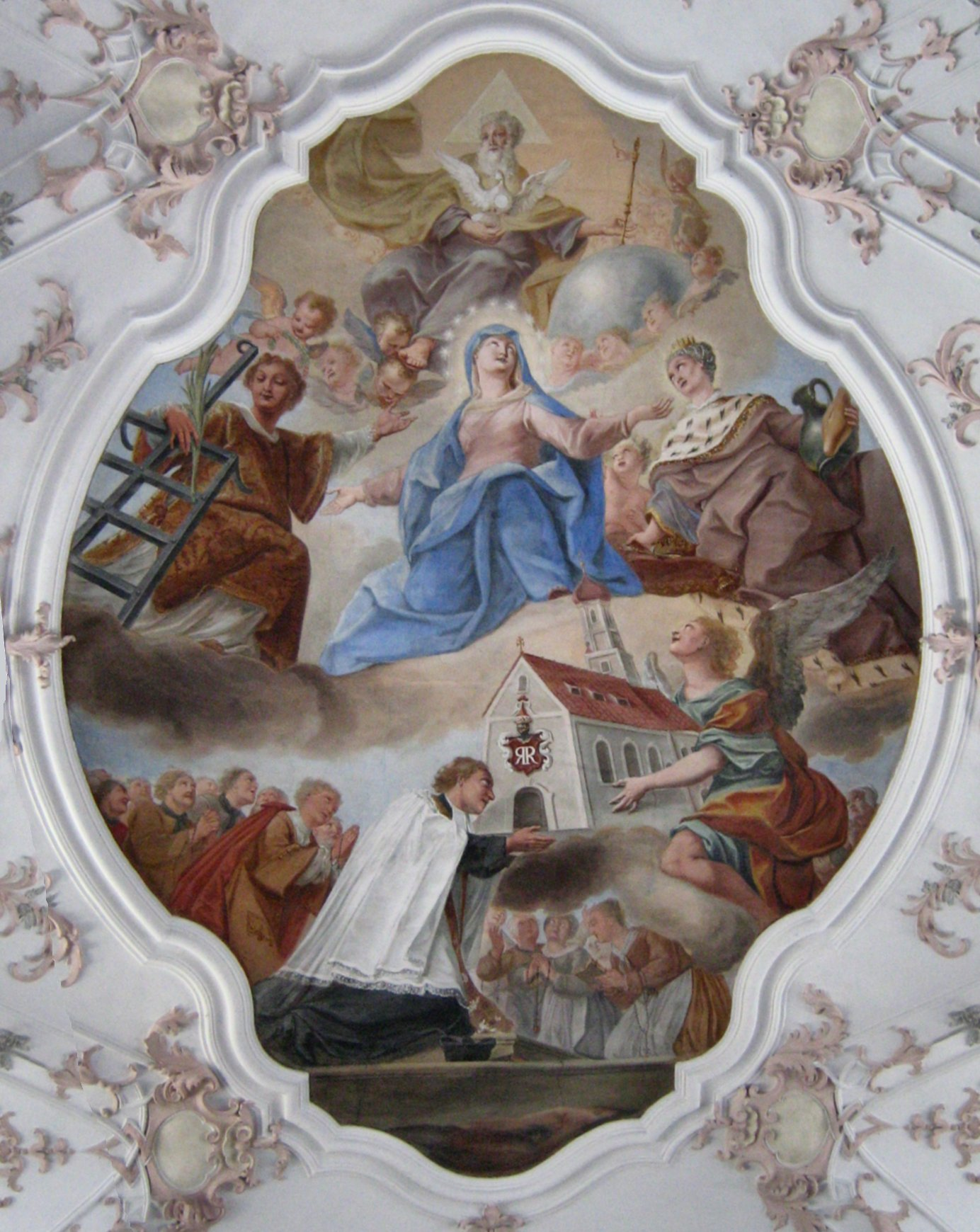
Chorfresko (Scheffler)

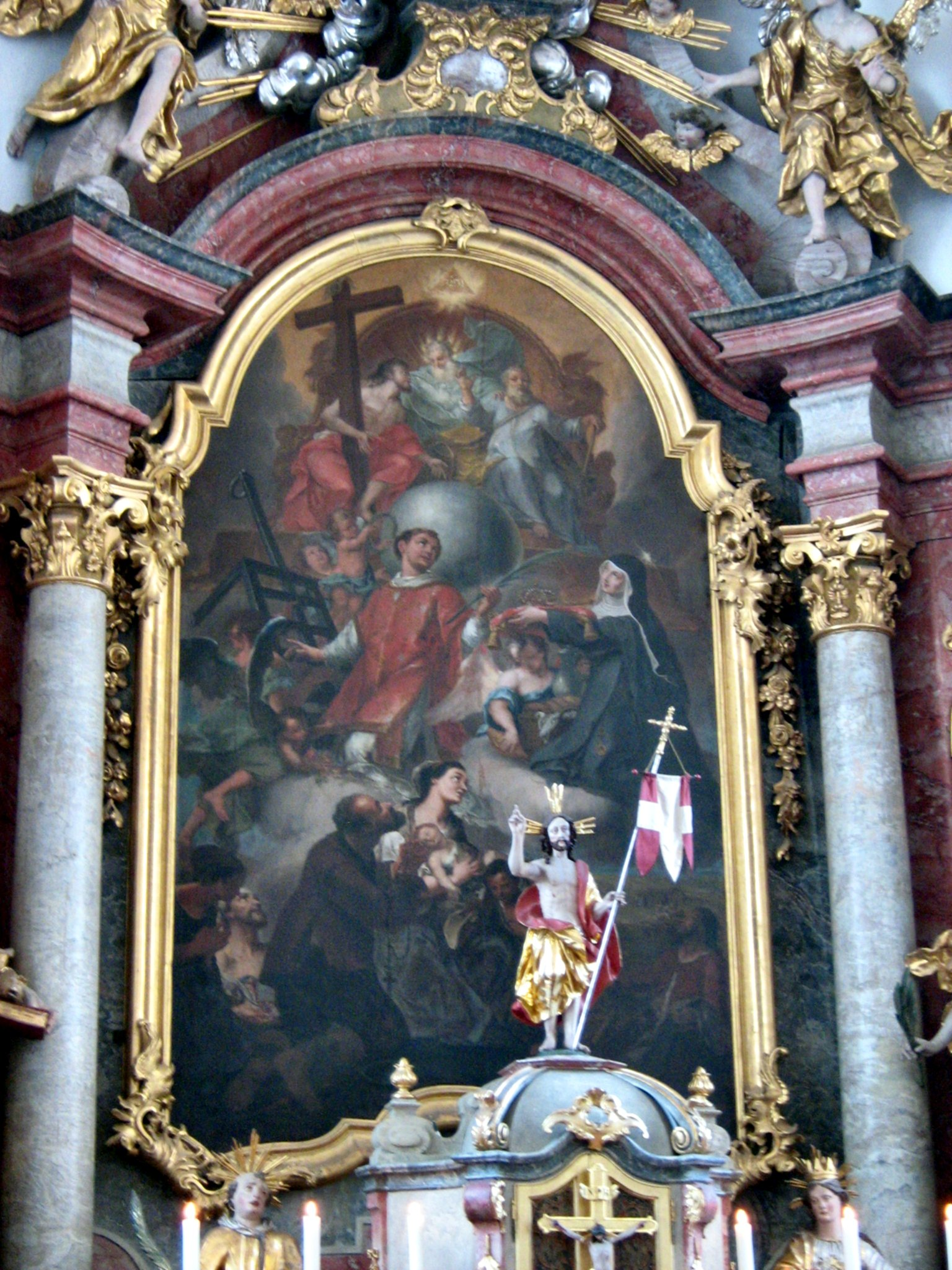
Hochaltargemälde (Scheffler)

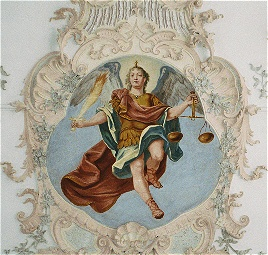
Erzengel Michael mit Seelenwaage (Scheffler)

St. Laurentius und Elisabeth ist die katholische Pfarrkirche in Aulzhausen im bayerischen Landkreis Aichach-Friedberg. Das den Patronen Laurentius von Rom und Elisabeth von Thüringen geweihte Gotteshaus wurde im 18. Jahrhundert errichtet und ist ein geschütztes Baudenkmal.

## Geschichte
Der quadratische Unterbau des Turmes stammt vermutlich aus dem 15. Jahrhundert. Die barocke Kirche wurde von Philipp Cramer in den Jahren 1734 bis 1748 errichtet und durch den Augsburger Weihbischof Johann Jakob von Mayr geweiht.
Pfarrer Michael Lingg (1683–1762; von 1721 bis 1762 Pfarrer in Aulzhausen) finanzierte die Pfarrkirche. 1762 gründete er eine Schulstiftung in Aulzhausen. Die Pfarrer-Lingg-Straße in Aulzhausen ist nach ihm benannt.

## Architektur
Der flachgedeckte Saalbau wird von Lisenen gegliedert. Der eingezogene, dreiseitig geschlossene Chor wird von einer Stichkappentonne gedeckt. An der Nordseite steht der Turm mit Oktogon und Zwiebelhaube.

## Ausstattung
Für die Kirchenausstattung gelang es Pfarrer Michael Lingg (1683–1752) namhafte Künstler zu gewinnen wie z. B. Johann und Ignaz Finsterwalder (Stuck), den Asam-Schüler Christoph Thomas Scheffler (Fresken, Hochaltar-Gemälde), Dominikus Bergmüller aus Türkheim (Hochaltar), Johann Georg Bergmüller (Seitenaltarbilder) und Johann Georg Dieffenbrunner (Fresko unter der Empore).

### Chorfresko
Widmung der Kirche durch Pfarrer Lingg an Maria, Elisabeth und Laurentius

Das Haupt-Fresko des Chores (1734) von Christoph Thomas Scheffler zeigt, wie Pfarrer Lingg inmitten der Gemeinde das Modell seiner Dorfkirche der Muttergottes und den beiden Kirchenpatronen, St. Laurentius (mit dem Rost) und St. Elisabeth (mit Brot und Kanne) darbringt. Maria und die beiden Schutzheiligen empfehlen ihrerseits die Kirche der Obhut der heiligen Dreifaltigkeit. Auf dem Kirchenmodell ist das Wappen der Augsburger Patrizierfamilie Langenmantel zu sehen.
Die Dreifaltigkeits-Darstellung (Trinität) ist bemerkenswert. In der Mitte thront Gottvater, vor seiner Brust schwebt die Heilig-Geist-Taube und vor dieser ist Jesus Christus in Gestalt einer Hostie (Leib Christi) gegenwärtig (Ein unüblicher Ekklesia-Gedanke, welcher nach neutestamentlichem Sprachgebrauch die Gemeinschaft derer ist, die von Jesus Christus durch das Evangelium aus der Welt herausgerufen wurden und sich bekehrt haben).

### Hochaltargemälde
Das Hochaltar-Gemälde von Christoph Thomas Scheffler besteht wie das Chorfresko aus drei Ebenen. Ganz unten sind die Vertreter der irdischen Kirche, das bittende und flehende Volk Gottes (dargestellt durch eine Familie). Die Mitte des Bildes wird beherrscht von den Vertretern der himmlischen Kirche: dem heiligen Laurentius mit dem Feuerrost und der heiligen Elisabeth im Ordens-Habit einer Franziskaner-Tertiarin, die auf ihre irdische Krone verzichtet und sich den Armen widmet.
Oben im Bild über einer Weltkugel thront die allerheiligste Dreifaltigkeit – rechts Gottvater mit dem Zepter nach unten, auf die Erde zeigend, links Gottsohn mit dem Erlösungszeichen dem Kreuz, in seiner Rechten, mit der linken Hand auf die Erde deutend und bittend auf den Vater blickend. In der Mitte, etwas erhöht der Heilige Geist, dargestellt als Mann mit leuchtend weißem Bart und Haar, das Haupt umgeben von sieben Feuerzungen (den Gaben des Heiligen Geistes) und auf der Brust die Taube des Heiligen Geistes. Er legt die Hände dem Vater und dem Sohn auf die Schulter. Über dem Thron der Dreifaltigkeit ist das Zeichen der Einheit: das Dreieck mit dem hebräischen Gottesnamen „Jahwe“. – Bemerkenswert ist, dass Jesus nicht zur Rechten des Vaters sitzt (vgl. Hebr 1,3 , Apg 7,55 ), sondern zur Rechten des Heiligen Geistes.